# آزوکسی

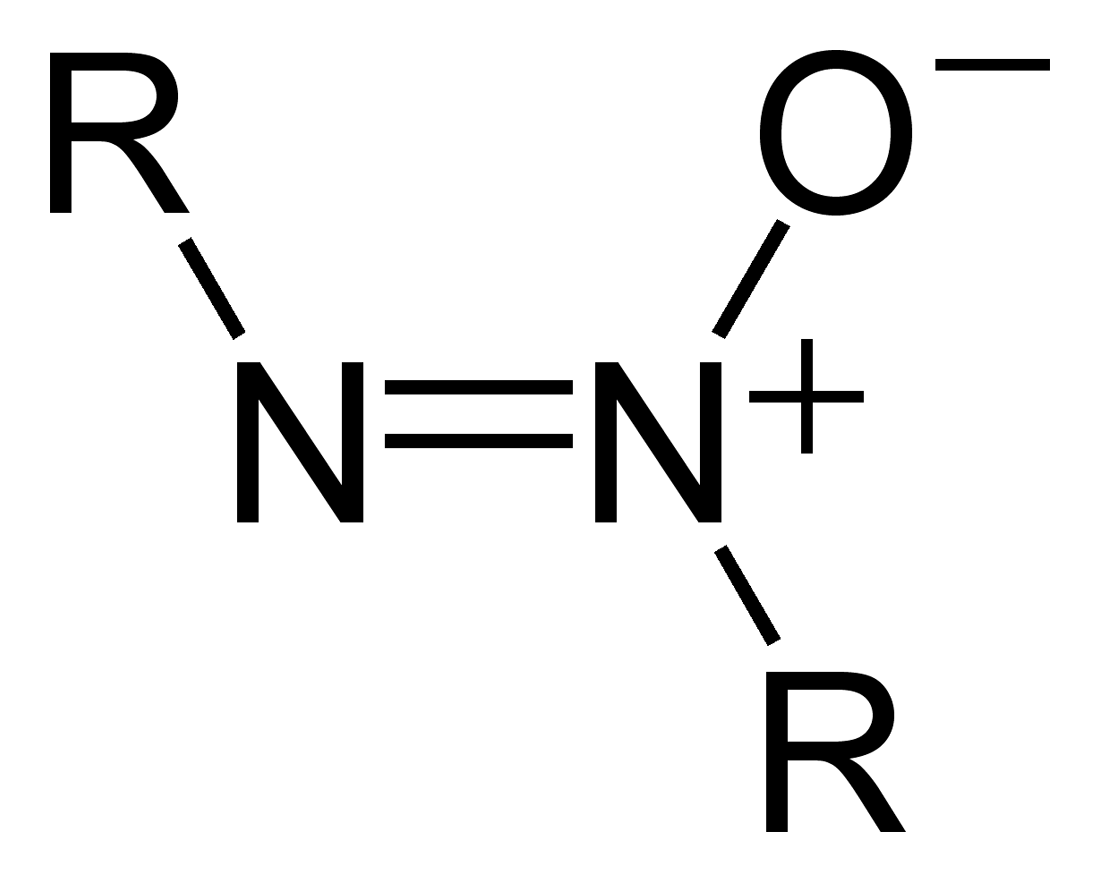
ساختار شیمیایی گروه عاملی آزوکسی که در آن R نشان دهنده یک گروه متصل مانند گروه آلکیل است.

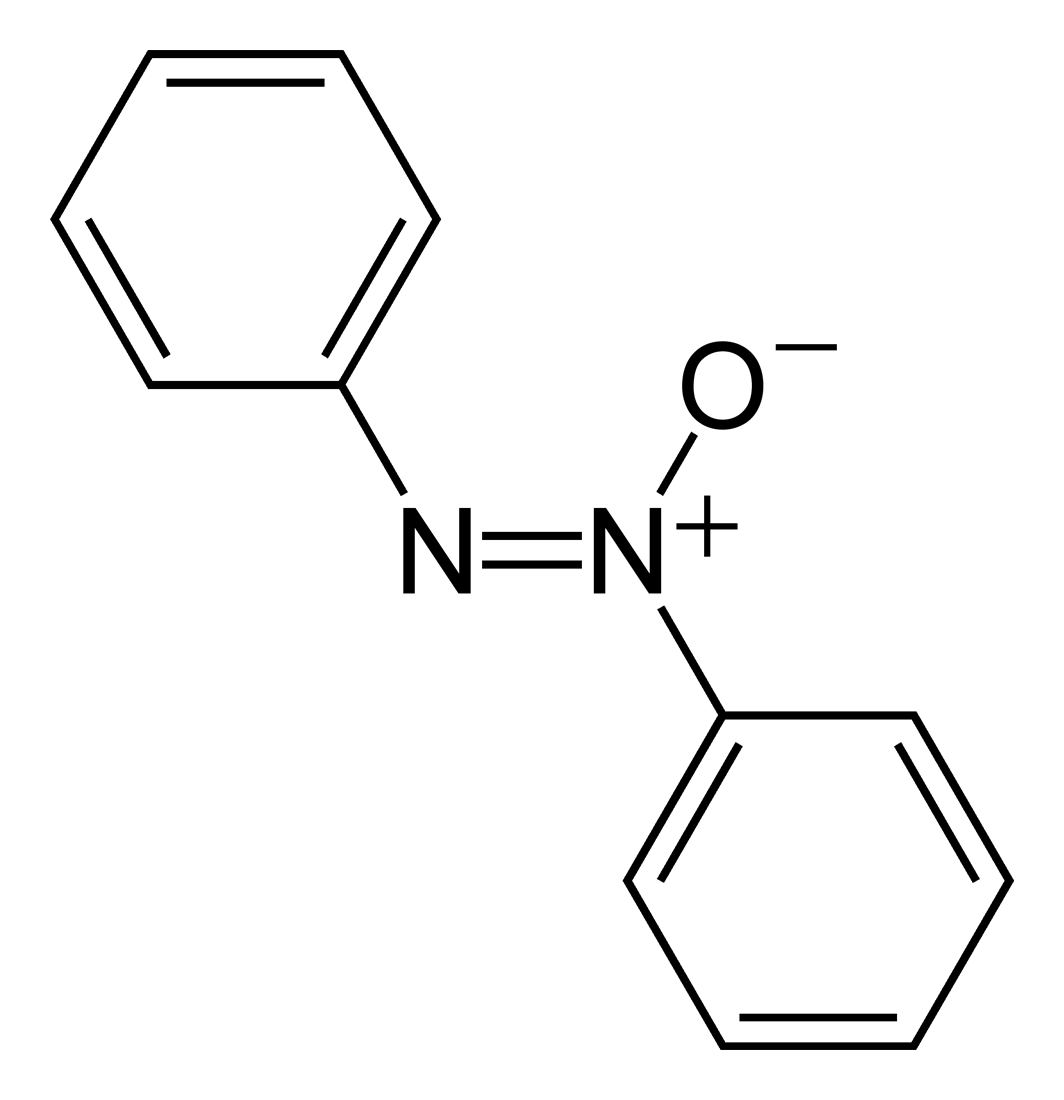
آزوکسی بنزن یا دی‌فنیل‌دی‌آزن اکسید نمونه‌ای از ترکیبات آزوکسی است..

آزوکسی(به انگلیسی: Azoxy) به دسته‌ای ترکیبات شیمیایی گفته می‌شود که در آن گروه عاملی RN=N+(O–)R وجود داشته باشد.  این ترکیبات مشکوک به سمی بودن برای ژن‌ها هستند.